# Хамаса
«Хама́са» (араб. حماسة‎ — «доблесть») — антология наилучших отрывков из приблизительно 570 староарабских поэтов VI—VIII веков, скомпилированная в IX веке. «Хамаса» содержит 10 книг с 884 поэмами (в основном — фрагменты). По замечанию востоковеда Виктора Розена, «Хамаса» может считаться образцом творчества северо-арабского племени таитов, к которому возводил свою родословную составитель этой антологии — Абу Таммам (807—846).

## Содержание
Первый отдел «Хамасы» посвящён песням воинской доблести (отсюда и название книги), второй — причитания по убитым и элегии, третий — изречения и правила общественной морали, четвёртый — изящные любовные песни, пятый — сатиры, шестой — гостеприимство и восхваления, седьмой — описания картин и явлений природы, восьмой — путь и отдых, девятый — шутки и остроты, десятый — насмешки над женщинами. По эстетичности и художественности «Хамасы» выше муаллак.

## Комментарии и переводы
Из множества комментаторов «Хамасы» самый известный — Хатиб Тебризи (ум. 1108). Образцы воинственных стихотворений из «Хамасы» в прозе были даны Иваном Холмогоровым во II томе «Всеобщей исторической литературы». Ученик Абу Таммама аль-Бухтури (ум. 897) скомпилировал по образцу «Хамасы» так называемую «Малую Хамасу», преимущественно дидактического характера.